# Niasvij
Niasvij (en biélorusse : Нясві́ж ; en alphabet lacinka : Njasviž) ou Nesvij (en russe : Несвиж ; en lituanien : Nesvyžius ; en polonais : Nieśwież) est une ville de la voblast de Minsk, en Biélorussie, et le centre administratif du raïon de Niasvij. Sa population s'élevait à 14 957 habitants en 2014.
Le château de Niasvij classé dans la liste du patrimoine mondial de l'UNESCO en 2005 constitue un des hauts lieux du tourisme biélorusse. L'Église du Corpus Christi (Niasvij), située à proximité du château, est inscrite, quant à elle, au patrimoine architectural de la Biélorussie. L'ensemble du château de Mir, également patrimoine mondial de l'UNESCO, se trouve à 30 kilomètres de Niasvij.

## Géographie
Niasvij se trouve à 96 km au sud-ouest de Minsk et à 62 km au nord-ouest de Sloutsk.

## Histoire
La première référence à Niasvij remonte à 1223. Au XVe siècle, alors petite ville, elle passe à la grande famille princière lituanienne Radziwiłł dont une des branches en fait sa résidence familiale jusqu'en 1939. C'est aussi le lieu supposé de l'impression du premier livre en biélorusse, en 1562, peu avant que le grand-duché de Lituanie ne s'unisse au royaume de Pologne.
En juin 1941, les juifs de la ville sont enfermés dans le Ghetto de Niasvij lors de l'invasion de la Biélorussie par les Allemands. Le 21 juillet 1942 se produisit à Niasvij un des premiers soulèvements dans un ghetto d'Europe de l'est. Les Allemands exterminèrent par fusillade pratiquement tous les occupants (5 200 personnes) du ghetto. Les insurgés réussirent à tuer 40 Allemands et policiers.

## Population
Recensements (*) ou estimations de la population :
| 1880  | 1897*  | 1921  | 1939* | 1959* | 1970* |
| ----- | ------ | ----- | ----- | ----- | ----- |
| 8 177 | 10 237 | 6 840 | 8 500 | 6 710 | 9 008 |

| 1979*  | 1989*  | 1999*  | 2009*  | 2013   | 2014   |
| ------ | ------ | ------ | ------ | ------ | ------ |
| 11 979 | 14 039 | 14 600 | 14 033 | 14 612 | 14 957 |

## Patrimoine
- Le château de Niasvij est classé au patrimoine mondial de l'humanité de l'UNESCO.
- L'église du Corpus Christi, de style jésuite baroque, est la nécropole des princes Radziwiłł.

## Personnalités liées à la ville
- Mikołaj Radziwiłł Rudy (1512-1584), homme politique lituanien.
- Mikolaj Krzysztof Radziwill (1515-1565), homme politique lituanien.
- Adèle Mardosewicz (1888-1943), religieuse et résistante polonaise.
- Mikhal Vitouchka (1907-2006), activiste politique
- Michal Goleniewski (1922-1993), agent double polonais.

## Galerie

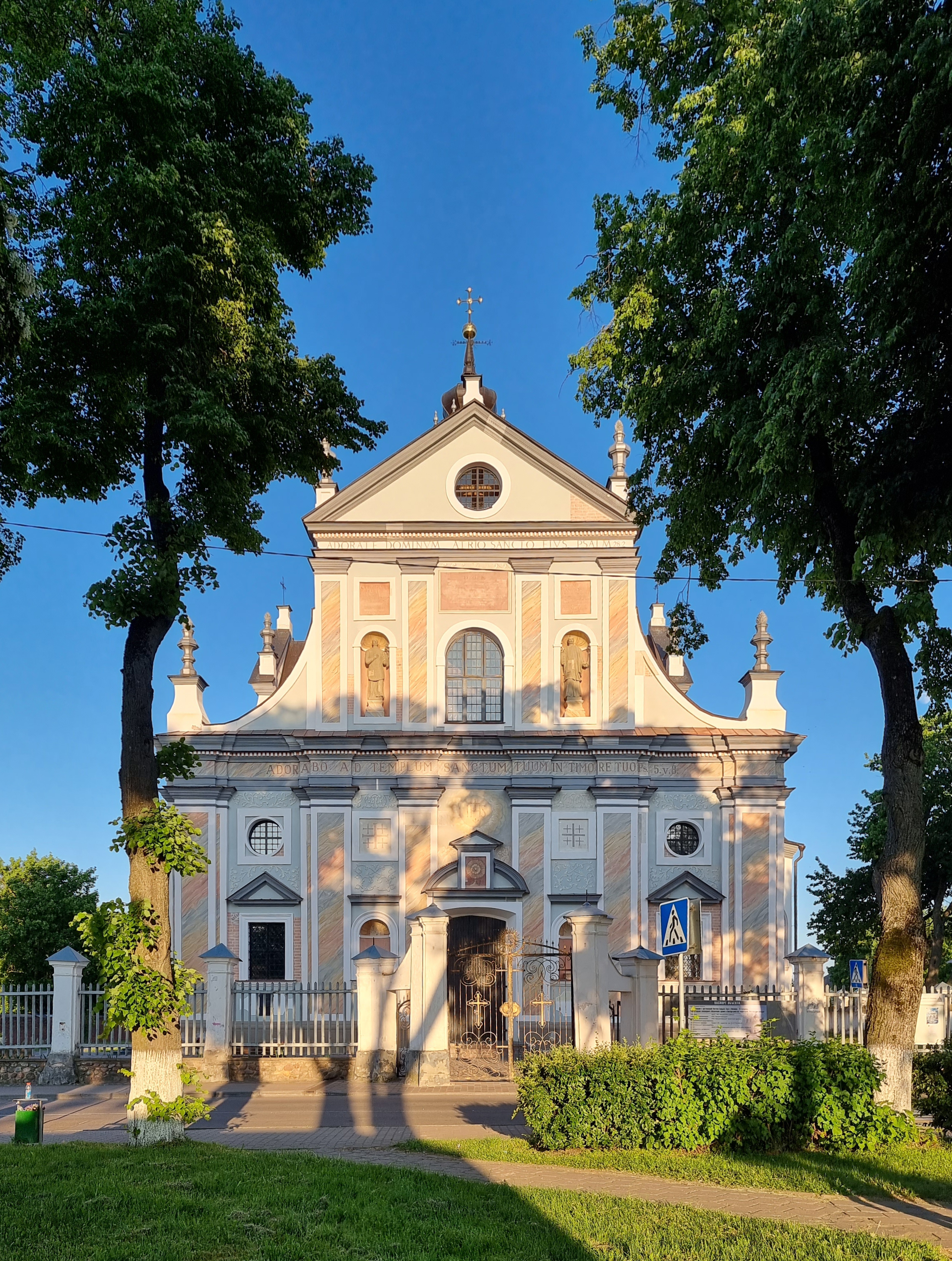
Façade de l'église du Corpus Christi
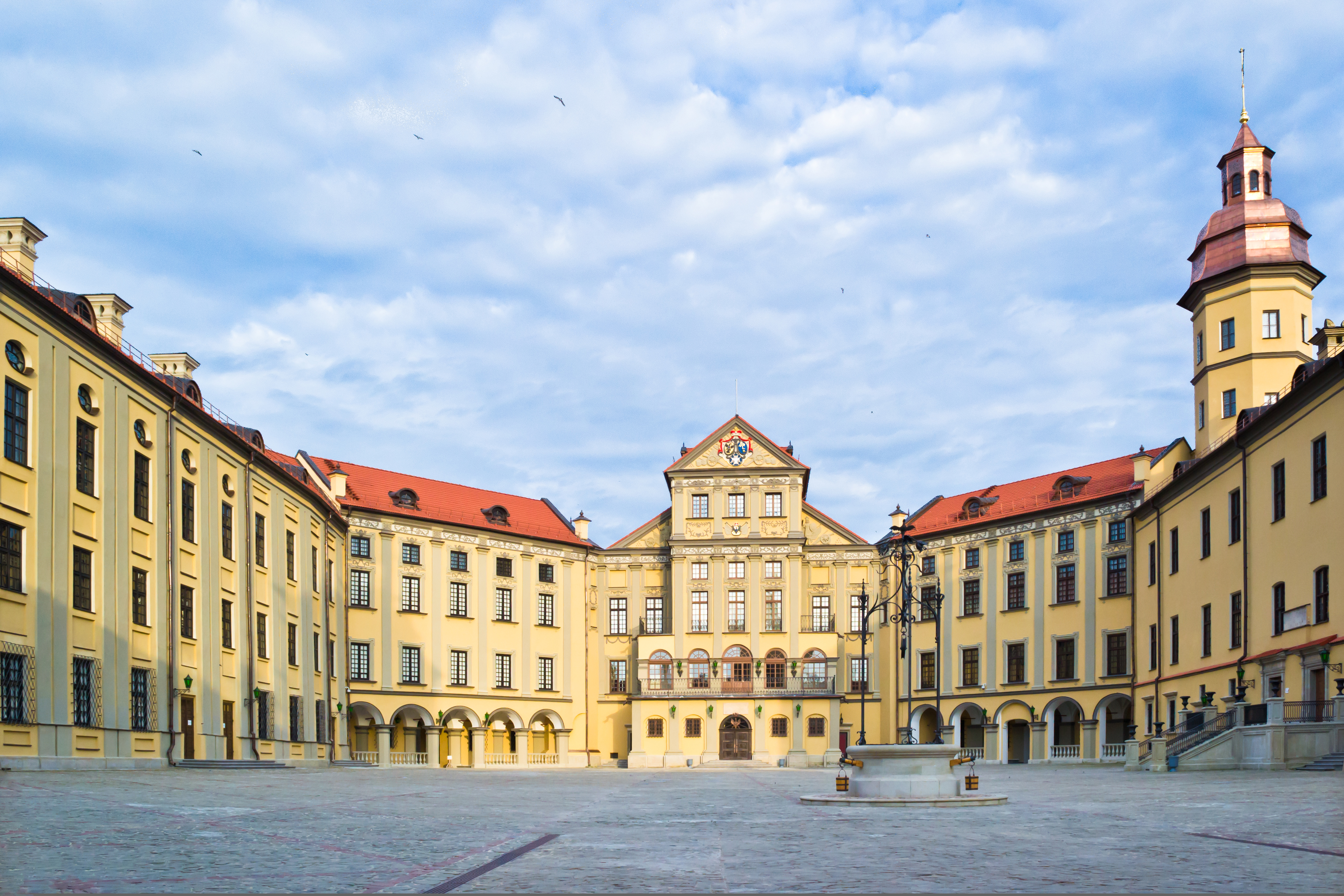
Château de Niasvij
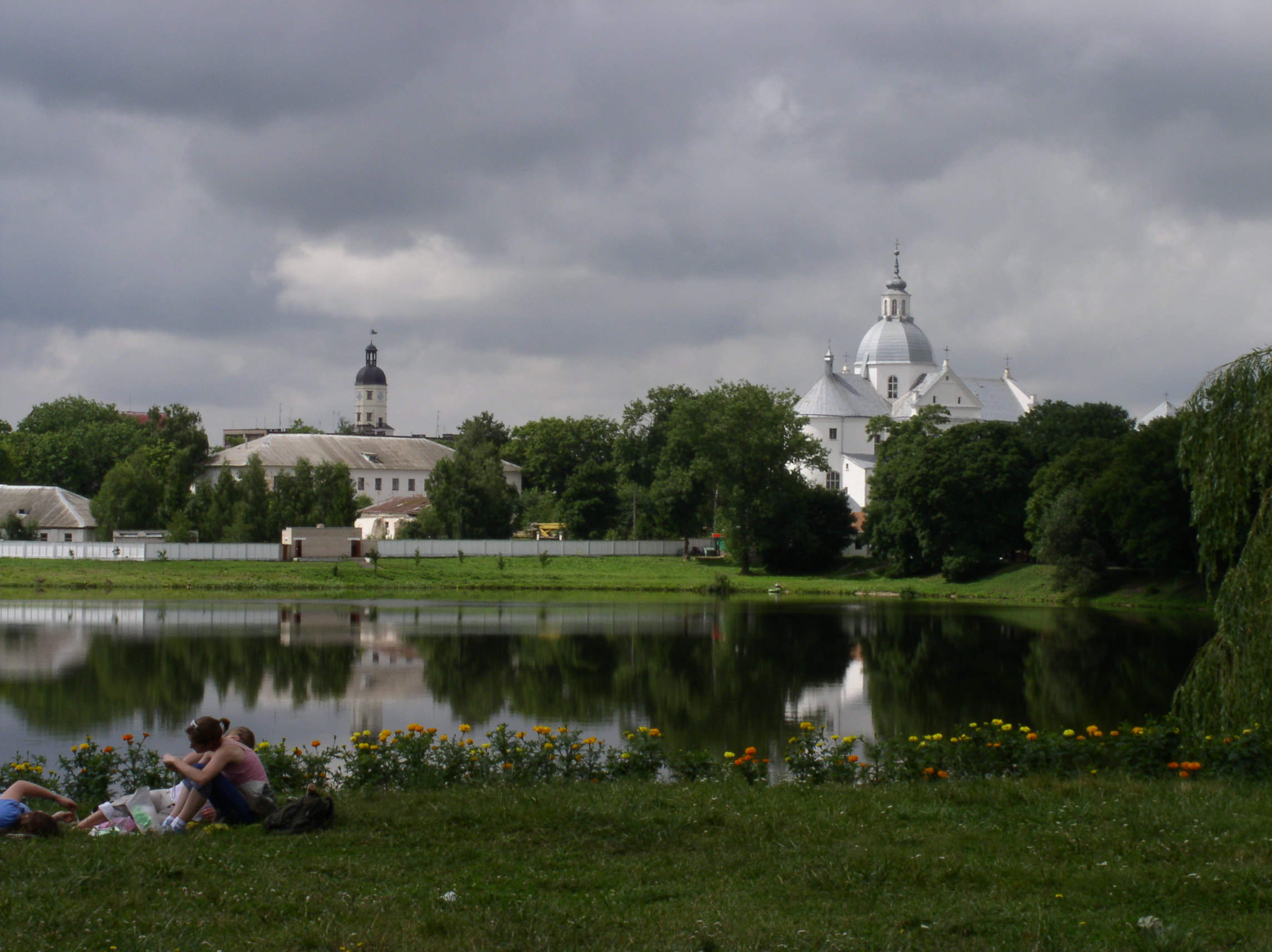
Vue de Niasvij
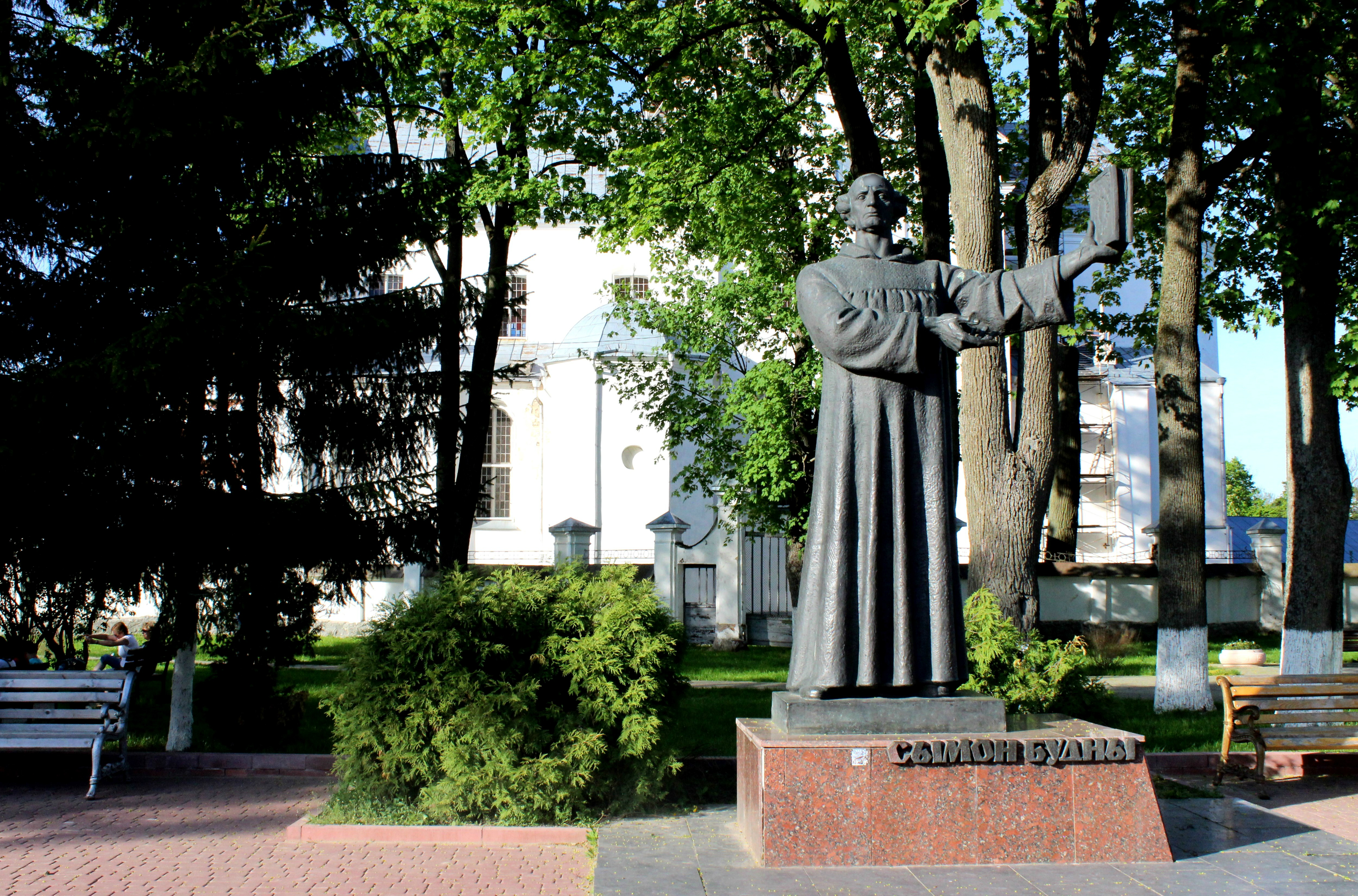
Monument de Symon Boudny